# 埃爾德雷德角
埃爾德雷德角（英語：Eldred Point）是南極洲的海岬，位於瑪麗伯德地，處於蘭德冰川終點西面，美國地質調查局根據測量和美國海軍拍攝的空中照片繪入地圖，現時由南極條約體系管理。